# Río Crișul Repede
El Crişul Repede (en rumano; en húngaro Sebes-Körös) es un río europeo que discurre por Rumania y Hungría.
El río corre por el distrito rumano de Bihor (Transilvania y por el condado húngaro de Békés. Los ríos Crişul Alb (Crişul Blanco) y Crişul Negru (Crişul Negro) forman los Tres Ríos Crişul («Cele Trei Crişuri»). Estos ríos son considerados los principales de la región Crişana de Rumania. Históricamente, cuando Crişana fue reconocida como región oficial (a fecha de agosto de 2005, Rumanía está dividida en 40 distritos), los Crişuri eran los ríos más importantes de la región.
El río Crişul Repede pasa por la ciudad de Oradea, la capital del distrito de Bihor, y desemboca en el río Criş cerca de Gyoma (Hungría).
Tiene una longitud de 209 km, de los cuales la sección húngara es de 58,6 km.
- Datos: Q581015
- Multimedia: Crișul Repede River / Q581015